# Rotax 535
Der Rotax 535 ist ein Flugzeugmotor des österreichischen Herstellers BRP-Rotax. Er wurde für die Verwendung in Motorseglern entwickelt. Der erste Antrag auf eine Musterzulassung nach JAR 22 wurde am 29. Juni 1982 gestellt und das Triebwerk erhielt seine Zulassung am 27. April 1983. Der Motor wird nicht mehr gebaut und auch nicht mehr von Rotax angeboten.

## Konstruktion
Der Rotax 535 ist ein wassergekühlter Zweizylinder-Zweitakt-Benzinreihenmotor mit 521,2 cm³ Hubraum und einem Riemengetriebe mit einer Untersetzung von 3:1. Er verfügt über eine doppelte magnetische Hochspannungskondensatorzündung von Bosch oder Ducati und ein oder zwei Vergaser. Das Triebwerk entwickelt eine Leistung von 60 PS (44 kW) bei 7200 Umdrehungen pro Minute und verbrennt Benzin mit 96 Oktan oder AvGas 100LL. Die Schmierung erfolgt durch das Öl-/Kraftstoffgemisch im Verhältnis 50:1.

## Modelle
535A
Ausgerüstet mit Doppelmembranvergaser von Tillotson oder Mikuni und einer Mikuni DF 44 Membranbenzinpumpe. Der Motor leistet 60 PS (44 kW) bei 7200 Umdrehungen pro Minute. Seine Erstzulassung erfolgte am 27. April 1983.
535B
mit Doppelmembranvergaser von Tillotson oder Mikuni und einer Mikuni DF 44 Membranbenzinpumpe. Der Motor leistet 55 PS (40 kW) bei 7200 Umdrehungen pro Minute. Seine Erstzulassung erfolgte am 27. April 1983.
535C
mit Doppelmembranvergaser von Tillotson oder Mikuni und einer Mikuni DF 44 Membranbenzinpumpe. Der Motor leistet 60 PS (44 kW) bei 7200 Umdrehungen pro Minute. Seine Erstzulassung erfolgte am 12. Juni 1987.

## Verwendung
- Glaser-Dirks DG-500M[3]
- Rolladen Schneider LS9 (Prototyp)
- Schempp-Hirth Janus
- Schempp-Hirth Nimbus-4
- Schleicher ASH 25